# 기단

전 세계의 기단

기단(氣團, 영어: air mass)은 넓은 지역에 퍼져 있는 비슷한 성질의 공기의 덩어리를 말한다. 기단은 형성된 지역에 따라 성질(온도, 습도 등)이 달라지게 된다.

## 기단의 구조
기단은 바다나 대륙과 같이 같은 성질의 지표면과 대기가 오랫동안 접촉하고 있으면 열 또는 수증기를 교환해서 같은 성질을 가진 거대한 공기의 덩어리 즉 기단이 된다. 대기가 지표면과 오래 접촉하려면 바람이 약해야 한다는 것이 중요조건이 된다. 이와 같은 조건에 맞는 곳은 고기압권 내이므로 기단의 명칭은 고기압의 이름과 일치되는 수가 많다. 예를 들면 북태평양 기단 · 오호츠크해 기단 · 시베리아 기단 등을 들 수 있다. 기단의 성질은 온난 · 한랭 · 습윤 · 건조를 조합해서 표시한다. 해양에서 발생한 기단은 습윤하고 대륙에서 발생한 기단은 건조하다.

## 기단의 변질
기단은 언제까지나 발원지에 머물러 있는 것이 아니라 그때그때의 기상 상황에 따라 발원지를 떠나 다른 지역으로 이동한다. 그러면 기단은 하층에서부터 점차 이동해 온 지표면의 영향을 받아 성질이 변해 간다.
차가운 기단이 따뜻한 지역으로 이동해 오면 하층에서부터 따뜻해지기 때문에 불안정해진다. 그래서 기단 상층까지 급격하게 변질된다. 특히 대륙성 한대기단이 따뜻한 해면 위에 이동해 온 경우에는 하층에서 열을 흡수하여 불안정해질 뿐만 아니라 동시에 다량의 수증기도 흡수하여 습도가 높아진다. 이와 같은 경우에는 적운형 구름이 생기기 쉽다. 겨울에 시베리아 기단이 남동진하여 한반도 부근 해상에 도착했을 때는 시베리아 기단이 원래의 찬 성질을 잃어 비교적 따뜻한 기단으로 변질된다. 오호츠크해 기단도 남하할 때 하층부터 따뜻해지는데, 시베리아 기단과 같이 급격하게 따뜻한 기단으로 변질되지는 않는다.
이와는 반대로 따뜻한 기단이 차가운 지역으로 이동하는 경우에는 하층에서부터 냉각되어 안정을 유지한다. 그래서 기단 상층까지는 급격하게 변질되지 않는다. 이러한 경우에는 층운형 구름이 많이 생긴다. 여름에 태평양의 아열대 기단이 수온이 낮은 한반도 동해상으로 북상하면 하층에서 점차 냉각되어 종종 짙은 안개가 발생한다.

## 기단과 날씨

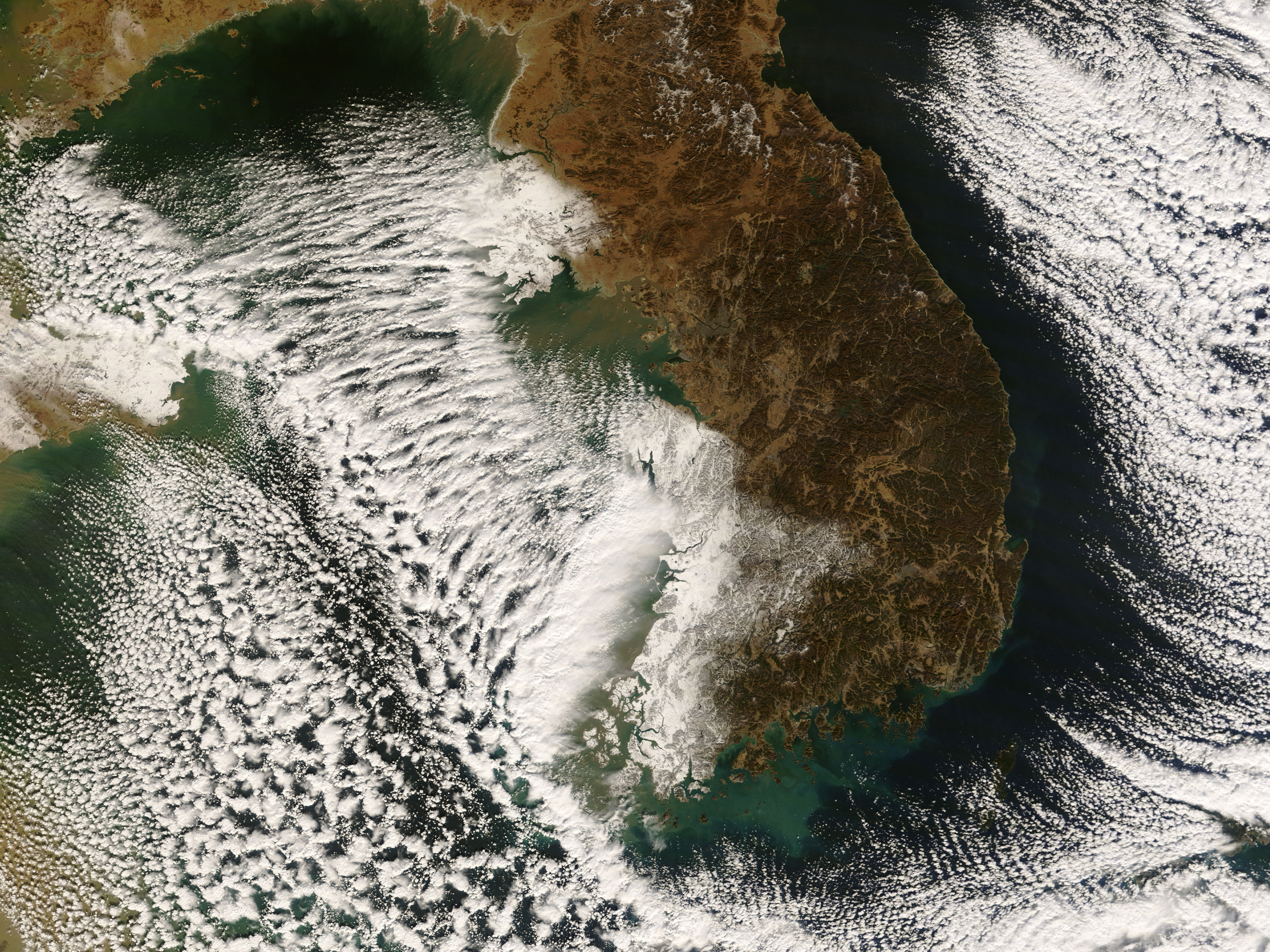
시베리아 고기압(대륙 고기압)이 확장하면서 발생한 차가운 북서풍이 상대적으로 따뜻한 황해와 동해상을 지나면서 눈구름이 만들어졌고, 중국 산둥반도와 대한민국 충청남도와 전라남·북도, 조선민주주의인민공화국 황해남도 지역에 하얗게 눈이 쌓여 있다. (2008년 12월 6일)

어떤 지역의 날씨 변화를 생각할 때 그곳이 어떤 기단에 덮여 있는지 또는 그 기단이 어디에서 발생하여 어떠한 경로를 거쳐 오는지를 아는 것이 중요하다. 예를 들어 한반도가 같은 시베리아 기단으로 뒤덮여 있을 경우라도 이 기단이 일단 중국까지 남하하고 나서 동진해 올 경우에는 기단은 이미 상당히 따뜻해져 있으므로 강한 찬 공기를 가져오지 않는다. 그러나 시베리아 기단이 대륙에서 직접 한반도로 올 경우에는 한파와 서해안과 동해안, 울릉도, 독도, 제주도 등의 지방에 시베리아 기단으로부터 불어오는 차가운 대기와 상대적으로 따뜻한 바다의 온도 차로 인하여 발생한 눈 구름으로 인하여 많은 눈이 내리는 경우가 많다.

## 한반도에 영향을 주는 기단
한반도에 영향을 주는 기단은 다음과 같다.
- 북태평양 기단
- 시베리아 기단
- 오호츠크해 기단
- 적도 기단
- 양쯔강 기단

## 세계 각지에 영향을 주는 기단
- 남극 및 북극 : 극지방 기단(영어판)
- 유럽 : 아소르스 기단(영어판)